# خطر متبقي
الخطر المتبقي (بالإنجليزية: Residual risk)‏، هي تلك المخاطر التي تبقى بغير إدارة، حتى عندما يتم تنفيذ تدابير فعالة للحد من مخاطر الكوارث، ولهذا يجب الحفاظ على قدرات للاستجابة للطوارئ ولمعالجة المخاطر المتبقية. وجود مخاطر متبقية يعني حاجة مستمرة لتطوير ودعم القدرات الفعالة لخدمات الطوارئ والتأهب والاستجابة والتعافي جنباً إلى جنب مع السياسات الاجتماعية والاقتصادية مثل شبكات الأمان وآليات نقل المخاطر.

## روابط خارجية
- Residual Risk ReductionTM
- Economist.com
- Euronuclear.org
- R3i.org